# ستيفن بيليه
ستيفن بيليه (بالفرنسية: Steven Pelé)‏ هو لاعب كرة قدم فرنسي في مركز الدفاع، ولد في 28 أغسطس 1981 في Brou-sur-Chantereine ‏ في فرنسا. لعب مع جامعة كلوج وستاد رين ونادي إستر ونادي ستراسبورغ ونادي غانغون ونادي غرونوبل ونادي غويونيون ونادي فان ونادي لومان.

## وصلات خارجية
- ستيفن بيليه على موقع الاتحاد الدولي (مؤرشف)  (الإنجليزية)
- ستيفن بيليه على موقع قاعدة بيانات كرة القدم.إي يو (الإنجليزية)
- ستيفن بيليه على موقع ليكيب (الفرنسية)
- ستيفن بيليه على موقع Soccerway.com (الإنجليزية)
- ستيفن بيليه على موقع عالم كرة القدم.نت (الإنجليزية)